# 格利塞里乌
格利塞里乌是巴西圣保罗州的一个市镇。总面积74.124平方公里，总人口4398人，人口密度59.3人/平方公里。